# Jan Baptista van Helmont
 Der er for få eller ingen kildehenvisninger i denne artikel, hvilket er et problem. Du kan hjælpe ved at angive troværdige kilder til de påstande, som fremføres i artiklen.

Jan Baptista van Helmont (født 12. januar 1577 i Bryssel, død 30. december 1644 på slottet Vilvorde) var en flamsk mystisk filosof og læge. Han var søn af Franciscus Mercurius van Helmont.
van Helmont var af en gammel adelig slægt og arving til flere godser; sine studier begyndte han meget tidlig ved universitetet i Louvain, hvor han allerede 17 år gammel skulle have været promoveret til magister, hvilket han dog frabad sig. Lægevidenskaben, især kirurgien, som han først havde kastet sig over, tilfredsstillede ham ikke, da han indsat, hvor mangelfuld den menneskelige viden var, og han beskæftigede sig nu i flere år med filosofi, matematik, naturvidenskab og jura uden dog at føle tilfredsstillelse ved noget af disse studier. Ved læsningen af Thomas a Kempis’ værker kom han til erkendelse af, at indsigt ikke kunne erhverves, men var en umiddelbar gave fra Gud; for at gøre sig værdig hertil skilte han sig ved sine godser og blev belønnet i for denne forsagelse ved talrige visioner, i hvori han fik oplysning om de spørgsmål, som interesserede ham. studiet af Paracelsus førte ham tilbage til kemien og lægevidenskaben, som han 1599—1605 dyrkede på rejser; i det sidstnævnte år ægtede han en brabantsk adelsdame og tilbragte nu resten af sit liv på godset Vilvoorde, stadig beskæftiget med kemiske forsøg.
I teoretisk henseende sluttede han sig fornemmelig til Paracelsus, hvis reformation af lægevidenskaben først blev gennemført af Helmont. Det er især læren om livsånden, Archeus, det organiserende princip i mennesket, som Helmont udvikler videre, og som fik en ikke ringe betydning for den følgende tids lægevidenskab. Ligeledes optog Helmont fra Paracelsus de gamles lære om verdensmanden, quinta essentia, som årsag til alle tings gensidige sympatier og antipatier. Helmont introducer ordet "gas" og er den første, der bruger navnet magnetisme, og han blev derved grundlæggeren af læren om den dyriske magnetisme, som senere udvikledes videre af Franz Mesmer. Af Helmonts værker udkom kun afhandlingen: De magnetica vulnerum curatione (Paris 1621), medens han levede; de øvrige, i alt 119 afhandlinger, blev først udgivne efter hans død af hans søn under titlen: Ortus medicinæ i. e. initia Physicæ inaudita (Amsterdam 1648).